# Synagoga Wojskowa w Rostowie nad Donem
Synagoga Wojskowa w Rostowie nad Donem (ros. Солдатская синагога) – jedyna działająca jeszcze synagoga w Rostowie znajdująca się na rogu ulic Turgieniewskiej 68 i Gazetnego Piereułku.
Została zbudowana w 1872 roku w oszczędnym stylu modernistycznym z elementami orientalnymi. Nazwę wzięła od Żydowskiego Wojskowego Towarzystwa Modlitewnego w Rostowie nad Donem (ros. Солдатское еврейское молитвенное общество Ростова-на-Дону), które powstało w 1862 roku. Była drugą po wielkiej chóralnej istniejącą synagogą w Rostowie.
W latach 1944–1960 ponownie odbywały się tu modły, później rostowska gmina pozbawiona była rabina. Od 1991 roku znów mają miejsce nabożeństwa, na przełomie XX i XXI wieku budynek przeszedł generalny remont.